# Initiative Finanzstandort Deutschland
Die Initiative Finanzstandort Deutschland war eine Lobbyorganisation ohne Rechtsform. Seit 2011 ist die Initiative nicht mehr aktiv, ihre Spuren im Internet wurden so weit wie möglich gelöscht. Sie bestand aus Finanzdienstleistern, interessierten Verbänden, dem Bundesministerium der Finanzen und der Bundesbank mit dem erklärten Ziel, den "Finanzstandort Deutschland" zu "stärken".

## Zielsetzung und Wirken
Die im Frühjahr 2003 gegründete Initiative repräsentierte nach eigenen Angaben alle Bereiche der deutschen Finanzwirtschaft und verstand sich als Arbeits- und Aktionsgruppe sowie Kommunikationsplattform. Auch das Bundesfinanzministerium und die Bundesbank waren hier vertreten. Die IFD hatte weder eine eigene Verwaltung noch einen Vorsitzenden. 
Der von ihr formulierte Gesetzentwurf zum Kleinunternehmerförderungsgesetz und zur Verbesserung der Unternehmensfinanzierung (KFG) bewirkte ab 2003 die Gewerbesteuerbefreiung für Zweckgesellschaften. Dies erlaubte erstmals den Handel mit hochriskanten Credit Default Swaps (CDS). Das Gesetz wurde einstimmig und ohne parlamentarische Debatte verabschiedet.
Bis zur Finanzkrise ab 2007 wuchs der liberalisierte globale Handel mit CDS-Papieren (zwischen 2001 und 2006) von 1 auf 50 Billionen US-Dollar.
Mit dem Projekt "Kursraum Geld" sollte die Behandlung finanzpolitischer Themen im Schulunterricht gefördert werden. 
Im April 2010 gründete sie den Arbeitskreis Verbraucherschutz, 2011 löste sie sich auf.

## Mitglieder
Die Vereinigung hatte folgende Mitglieder:
| - Allianz - Dresdner Bank - BayernLB - Bundesministerium der Finanzen - Deutsche Bank - Commerzbank - DekaBank - Deutsche Börse Group - DZ Bank - Deutsche Bundesbank - HypoVereinsbank - KfW Bankengruppe - Morgan Stanley - Münchener Rück - Postbank | - Gesamtverband der Deutschen Versicherungswirtschaft - Bundesverband deutscher Banken - Bundesverband der Deutschen Volksbanken und Raiffeisenbanken - Deutscher Sparkassen- und Giroverband assoziierte Mitglieder: - Goldman Sachs - Citigroup - JPMorgan - Lehman Brothers - Merrill Lynch - UBS |

## IFD-Medienpreis
Der IFD-Medienpreis wurde jährlich an Journalisten vergeben, um „herausragende Leistungen“ auf dem Gebiet des Finanz- und Wirtschaftsjournalismus zu würdigen. 	 
In der Vergabe-Jury saßen 2006 die Journalisten Holger Steltzner (Vorsitzender, Herausgeber der Frankfurter Allgemeinen Zeitung), Claus Döring (Chefredakteur der Börsen-Zeitung), Christoph Keese (Chefredakteur der Welt am Sonntag), Helmut Markwort (Herausgeber und Chefredakteur Focus), Christoph Moss (Leiter der Georg von Holtzbrinck-Schule für Wirtschaftsjournalisten), zudem aus den Reihen der IFD Heinz Hilgert (Mitglied des Vorstandes DZ Bank), Hermann-Josef Lamberti (Mitglied des Vorstandes der Deutschen Bank), Johannes Lörper (Mitglied des Vorstandes der Hamburg-Mannheimer Versicherung AG, Vorstand der Victoria Lebensversicherungs AG) und Jürgen Pfister (Chefvolkswirt der Bayern LB).
Preisträger
- 2006:[5] Benedikt Fehr und Matthias Hannemann
- 2007:[6] Guido Bohsem, Reinhard Hönighaus und Stephan Lorz
- 2008:[7] Yasmin Osman
- 2009:[8] Stephan Lamby (Fernsehjournalist)
- 2010:[9] Bernd Wittkowski (1. Preis), Mark Schieritz, Heike Buchter und Arne Storn (2. Preis)